# Wielopole (Dąbrowa)
Pour les articles homonymes, voir Wielopole.
Wielopole est une localité polonaise de la gmina d'Olesno, située dans le powiat de Dąbrowa en voïvodie de Petite-Pologne.